# Ján Valašťan Dolinský
Ján Valašťan, pseudonymy: Ján Valašťan-Dolinský, J. V. Dolinský, Ján Valaský (15. února 1892 Békéscsaba, Maďarsko – 2. března 1965 Nitra, Slovensko) byl slovenský sbormistr, hudební skladatel, sběratel lidových písní, pedagog a esperantista.

## Život
Ján Valašťan-Dolinský sa narodil 15. února 1892 v maďarském městě Békéscsaba (Békešská Čaba) osídleném převážně Slováky. Ve městě působil největší evangelický církevní sbor v Uhrách. Otec byl tesařem, ale záhy zemřel. Ján absolvoval základní školy ve svém rodišti a učitelský ústav v Aradu, kde získal i základní hudební vzdělání.
Krátce učil na vesnické škole v Telekgerendáši a od roku 1913 v Hrachovišti v okrese Nové Mesto nad Váhom. V Hrachovišti založil a řídil dětský pěvecký sbor. V roce 1917 se oženil s Vilmou Dankovou z Modrovky u Nového Města nad Váhom. Také začal psát básně, které publikoval v časopise Živena. Protože se pro své vlastenecké cítění obával perzekuce ze strany uherských úřadů, začal se podepisovat jako J. V. Dolinský (odvozeno z rumunského slova valea – dolina). V roce 1918 se mu narodil syn Bohuslav, který se také stal pedagogem a hudebním skladatelem.
Po vzniku Československa se stal učitelem na Měšťanské škole v Brezové pod Bradlem. Vedle povinností učitele vykonával funkci kantora v místním evangelickém sboru a založil dětský pěvecký sbor a v Sokole smíšený sbor. Podílel se na založení místního odboru Matice slovenské a pracoval i jako amatérský archeolog.
V roce 1923 se stal ředitelem Státní lidové školy v Beckově a v roce 1928 odešel do Turčianského Svätého Martina, kde vyučoval na gymnáziu, vedl pěvecké sbory, byl členem Umělecké besedy slovanské, Spolku Bedřicha Smetany a Hudebního odboru Tranoscius. Do časopisu Slovenské pohľady psal recenze a kritiky. Přispíval také do časopisů Hudba a škola, Hudobní národ, Naše slovo, Živena, Evanjelický učiteľ a Cirkevné listy. Byl redaktorem hudební přílohy Evanjelického učiteľa, Nášho divadla a sborové sbírky Matice slovenské Varyto. Vedle toho sbíral a upravoval slovenské lidové písně a komponoval vlastní skladby. Slovenské písně sbíral i u Slováků usídlených v Srbsku a v Rumunsku. Roku 1954 například zapsal 60 slovenských písní z vojvodinské obce Vojlovica a 60 písní z Vukové v rumunském Banátě.
Byl nadšeným propagátorem esperanta. Byl spoluzakladatelem Slovenského esperantského ústavu v Martině a hlavním spolupracovníkem časopisu Esperantisto slovaka, ve kterém uveřejňoval překlady literárních děl slovenských klasiků. Napsal první slovenskou učebnici esperanta a slovníky.
Na sklonku života zápasil se zdravotními problémy. Zemřel v Nitře 2. března 1965. Je pochován na Národním hřbitově v Martině. Rukopisná pozůstalost Jána Valašťana-Dolinského je uložena v literárním archivu Matice slovenské v Martině.

## Dílo
Tiskem vyšlo:
- Hviezdoslavove Letorosty, píseň pro střední hlas s průvodem klavíru
- I dnes Ťa požehnávam, píseň pro střední hlas s průvodem klavíru
- Čabianske ľudové piesne, mužské sbory
- Za slobodu, smíšené a dětské sbory
- Hej, pod Kriváňom, dětské dvoj a trojhlasné sbory
- Môj spevník, 120 kanonických písní slovenských
- Povinné písně pro slovenské národní školy
- 24 povinných ľudových písní s průvodem harmonia
- Slávme slávne, 96 dvoj a trojhlasných sborů
- Spevom vpred !, sbírka mužských sborů
- Slovenské spievanky, výber jednohlasných písní
- Spievajže si, spievaj, spevníčky pro ľudové školy
- Z našich dolín a hôr, smíšené sbory à cappella
- Poriadok služieb božích, liturgia, kyrie a kréda pro organ
- Na nivách Pánových, smíšené sbory à cappella
- Vám všetkým, mužské sbory à cappella
- Uspávanky Martina Benku
- Dva sbory: Prosba, Božia dobrota (trojhlasý smíšený sbor)
- Chvaltež Boha našeho, smíšený sbor à cappella
- Mužské sbory:
  - Bože môj
  - Otče môj
  - Dievča, čo robíš
  - Ide ťažký furman k nám
  - Orie, orie šesť volov
  - Šecko vodzenka
  - Vodu, vodu
  - Zamľknite, žiaľne kvíľby;
- Tri východoslovenské ľudové piesne (Oženil ja som še, Tancovala a neznala, Ej, haj, pokarala popa - mužské sbory)
- Smíšené sbory (Hej Slováci; Hojže, Bože; Lietali, lietali havrani nad nami; Slovenčina moja)
- Tri ľudové (Moje milé premilené čerešne; Nitra, milá Nitra; Slovák som od roku) s průvodem harmonia
- Trojhlasné smíšené sbory (Aj, ten silný lev; Chvaltež Boha našeho;Ježíši, deťátko milé; K Velikému Pátku; Nastal nám den veselý; Nezoufej, stádečko malé; Pochvalmež večného Boha; Smutný čas vynější; Rozžehnáni se mladých lidí)
- Štyri sbory s průvodem (Anjelové ti poslové; Bože, Otče náš; Bůh se nám nyni narodil; V den soužení k Tobě volám)
- Tri ľudové piesne (Elena, Elena; Von oblôčkom pozerala;, Ej hora, horenka)
- Spievajže si spievaj, dvojhlasné ľudové piesne pro I. stupeň škôl;
- Spoza rajskej brány (scénická hudba k dětskému divadlu)
- Zlaté husličky (15 ľudových písní slovenských pro troje housle);
- Hudobné písmo, náuka o hudbe.

Další církevní skladby byly zveřejněny ve sbírce Zvony. Mnoho dalších skladeb církevních i světských zůstalo v rukopise.
Dolinský byl nadšeným propagátorem esperanta . Psal v esperantu vlastní básně a překládal ze slovenštiny do esperanta. Je i autorem esperantských učebnic a slovníků.
Původní básně
- En Aŭtuno
- Rememoro
- Profunda okulparo

Překlady
- Je la foiro en Detva (Božena Slančíková-Timrava)
- Adam Ŝangala (Ladislav Nádaši-Jégé)
- mnoho překladů z díla Pavla Országha Hviezdoslava